# Tannishtha Chatterjee
Tannishtha Chatterjee, född 23 november 1980 i Pune i Indien, är en indisk skådespelare och regissör. Hon debuterade som regissör 2019 med långfilmen Roam Rome Mein, som visades vid Toronto International Film Festival.

## Uppväxt
Tannishtha Chatterjee föddes 23 november 1980 i Pune i delstaten Maharashtra i en bengalisk-hinduisk familj. Hennes far arbetade som affärschef och hennes mor var professor i statsvetenskap. Familjen bodde en tid utomlands innan de slog sig ner i Delhi. Hon studerade kemi vid Delhi University innan hon antogs till National School of Drama.

## Filmografi

### Filmer
| År   | Film                        | Roll                     | Anmärkningar |  |
| ---- | --------------------------- | ------------------------ | --- |  |
| 2003 | Swaraj                      |                          | |  |
| 2004 | Bas Yun Hi                  | Sona                     | |  |
| 2004 | Hava Aney Dey               | Mona                     | |  |
| 2005 | Shadows of Time             | Masha                    | |  |
| 2005 | Divorce                     | Kamla                    | |  |
| 2006 | Bibar                       | Nita                     | |  |
| 2006 | Strings-Bound By Faith      |                          | |  |
| 2007 | Brick Lane                  | Nazneen Ahmed            | Nominerad till Bästa skådespelerska vid British Independent Film Awards |  |
| 2008 | White Elephant              | Sita                     | |  |
| 2009 | Barah Aana                  | Rani                     | |  |
| 2009 | Bombay Summer               | Geetha                   | |  |
| 2010 | Road, Movie                 | Gypsy woman              | |  |
| 2012 | Jal                         | Kajri                    | |  |
| 2012 | Jalpari: The Desert Mermaid | Shabri                   | |  |
| 2012 | Anna Karenina               | Masha                    | |  |
| 2013 | Dekh Indian Circus          | Kajaro                   | |  |
| 2013 | Gulaab Gang                 | Kajri                    | |  |
| 2013 | Monsoon Shootout            | Rani                     | |  |
| 2013 | Siddharth                   | Suman Saini              | |  |
| 2013 | Bhopal: Prayer for Rain     | Leela                    | |  |
| 2014 | Sunrise                     | Leela                    | |  |
| 2014 | Chauranga                   | Dhaniya                  | |  |
| 2015 | I Love New Year             | Riya                     | |  |
| 2015 | Feast of Varanasi           | Inspector Rajveer Saxena | |  |
| 2015 | Rough Book                  | Santoshi                 | [ 4 ] |  |
| 2015 | Parched                     | Rani                     | Won Indian Film Festival of Los Angeles Best Actress |  |
| 2015 | Angry Indian Goddesses      | Nargis Nasreen           | |  |
| 2015 | Gour Hari Dastaan           | Anita                    | |  |
| 2016 | Lion                        | Noor                     | |  |
| 2016 | Unindian                    | Meera                    | |  |
| 2016 | Doctor Rakhmabai            | Doctor Rakhmabai         | Vann i kategorin Bästa skådespelerska vid Pune International Film Festival Vann Bästa skådespelerska vid Rajasthan International Film Festival Nominerad till Bästa skådespelerska vid Maharashtra State Film Awards Nominerad till Bästa skådespelerska vid 17:e New York Indian Film Festival |  |
| 2018 | Beyond the Clouds           | Chotu's mom              | |  |
| 2019 | Rani Rani Rani              | Rani                     | |  |
| 2019 | Jhalki                      |                          | |  |
| 2019 | Roam Rome Mein              | Reena                    | Även regissör |  |
| 2020 | Unpaused                    | —                        | Regissör |  |
| 2022 | Dahini: The Witch           | Kamala                   | |  |
| 2023 | Joram                       | Vaano                    | |  |
| 2025 | The Storyteller             | Suzie Fibert             | |  |